# Caecilia guntheri
Caecilia guntheri е вид безкрако земноводно от семейство Caeciliidae.

## Разпространение и местообитание
Видът е разпространен в Еквадор и Колумбия.
Обитава райони с тропически и субтропичен климат, гористи местности, планини и склонове.